# ロンドン指令X
『ロンドン指令X』（ロンドンしれいエックス、原題：The Secret Service ）は、1969年にイギリスでジェリー・アンダーソンが作った特撮ドラマである。

## ストーリー
1969年、スタンレー神父の実の正体は諜報部員。指令Xを受けると、相棒のマシュウは教会の聖書に隠された装置「ミニマイザー」を使って3分の1のサイズになり、様々な事件に挑む。

## 作品史
「SFやスパイ活動に全く縁が無さそうな主人公が、人間の能力の一部を特別にする装置を使って、普通の人間では出来ない事や入れない所で活躍する」という構図は『ジョー90』と全く同じである。この時期のアンダーソン作品では最短話数となった作品で、スポンサーのルー・グレード卿が作品の出来に難色を示したのが、短縮の原因だとも言われている。

## 技術面
特撮は『キャプテン・スカーレット』から変わらないが、人間の俳優による演技（ライブアクションと呼ぶ）と俳優そっくりに作られた人形による演技とが分担されており、人形劇とライブアクションの過渡的な作品となっているのが特徴である。人形がリアルで俳優そっくりなのは『海底大戦争 スティングレイ』からの流れであり、違和感は小さい。手先の演技のアップに俳優を使う事は以前から行われており、人形劇での演出表現の限界を感じ、そこから脱しようとする意図はその頃からあったものと思われる。等身大のシーンは人間と人形の双方が演じ、小さくなったマシュウが活躍するシーンは、人形を実物（=人間用）のセットで動かしている。マシュウが小さくなるバンクシーンは、アンダーソン作品にしては珍しいハメコミ合成による（同様の手法が使われている例としては、『電子戦隊デンジマン』や『太陽戦隊サンバルカン』等で、怪人が巨大化する時が挙げられる）。また人形やメカの一部は、『キャプテン・スカーレット』や『ジョー90』から流用されている。

## キャスト
スタンレー・アンウィン神父
声 - 久松保夫
ある田舎の教会の神父だが、実はイギリス情報部の諜報部員。マシュウを現場に派遣し、彼に指示を出すのが役目。終盤では彼自身が愛車のフォードとともに縮小して活躍することも。愛車は黄色の1917年フォード・モデルT、当時ですらクラシックな代物だが神父は愛着を持っている。
マシュウ・ハーディング
声 - 堀勝之祐
普段は教会の若い庭師だが、事件があると神父の手で小さくさせられ、カバン型のケースに入れられて移動し神父の指示で任務を遂行する。
ビショップ
声 - 川久保潔
イギリス情報部聖職者作戦課の課長のコードネーム。いざと言う時に指令Xを出す。
アップルビー
声 - 鈴木光枝
教会の家政婦。神父を尊敬する一方、マシュウの事はあまり信用していないフシがある。（秘密を知らない）家政婦がいるという設定も『ジョー90』と同じである。
オープニングナレーション
声 - 中江真司

## サブタイトルリスト
日本では1970年11月15日から1971年2月21日まで、NHK総合の『少年映画劇場』第2部（第1部は『進めや進め!スモーキー』）で放映されたほか、スーパー!ドラマTVでも放映された。
| 制作 番号 | 英国初回 放送話数 | 日本 話数 | 邦題                   | 再放送邦題                                    | 原題                        | 英国初回放送日 | 日本初回放送日 | 監督                   | 脚本                              |
| --------- | ----------------- | --------- | ---------------------- | --------------------------------------------- | --------------------------- | -------------- | -------------- | ---------------------- | --------------------------------- |
| 1         | 1                 | 1         | コンピューター・スパイ | ビショップの命令                              | A Case for the Bishop       | 1969年9月21日  | 1970年11月15日 | アラン・ペリー         | ジェリー & シルビア・アンダーソン |
| 2         | 2                 | 6         | 潜水艦スパイ           | 奇跡が起これば                                | A Question of Miracles      | 1969年9月28日  | 1970年12月20日 | レオ・イートン         | ドナルド・ジェイムズ              |
| 4         | 3                 | 12        | スパイ脱獄             | スパイを捕えろ！                              | To Catch a Spy              | 1969年10月5日  | 1971年2月14日  | ブライアン・ハード     | パット・ダンロップ                |
| 3         | 4                 | 2         | 航空写真スパイ         | 空飛ぶスパイ                                  | The Feathered Spies         | 1969年10月12日 | 1970年11月22日 | イアン・スパリアー     | トニー・バーウィック              |
| 5         | 5                 | 4         | 特急列車強盗           | 現金輸送車 ～クランフォードからロンドンまで～ | Last Train to Bufflers Halt | 1969年10月19日 | 1970年12月6日  | アラン・ペリー         | トニー・バーウィック              |
| 8         | 6                 | 7         | 人工衛星スパイ         | ゴルフ場で何かが起きる ～人工衛星の秘密～     | Hole in One                 | 1969年10月26日 | 1971年1月10日  | ブライアン・ハード     | シェイン・リマー                  |
| 7         | 7                 | 11        | 新兵器アクアタンク     | 水中タンクを調べろ！                          | Recall to Service           | 1969年11月2日  | 1971年2月7日   | ピーター・アンダーソン | パット・ダンロップ                |
| 6         | 8                 | 13        | 空飛ぶクラシック・カー | 使者のほほえみ                                | Errand of Mercy             | 1969年11月9日  | 1971年2月21日  | レオ・イートン         | トニー・バーウィック              |
| 11        | 9                 | 5         | 超音波ライフル銃       | 死のささやきが聞こえる                        | The Deadly Whisper          | 1969年11月16日 | 1970年12月13日 | レオ・イートン         | ドナルド・ジェイムズ              |
| 10        | 10                | 9         | ねらわれたサーキット   | 診療所を調べろ！                              | The Cure                    | 1969年11月23日 | 1971年1月24日  | レオ・イートン         | パット・ダンロップ                |
| 9         | 11                | 8         | にせ神父スパイ         | スパイになるためには…                         | School for Spies            | 1969年11月30日 | 1971年1月17日  | ケン・ターナー         | ドナルド・ジェイムズ              |
| 12        | 12                | 3         | 国王暗殺計画           | 緊急指令・爆弾を探せ！                        | May-Day, May-Day!           | 1969年12月7日  | 1970年11月29日 | アラン・ペリー         | ボブ・ケストン                    |
| 13        | 13                | 10        | 4人のにせ札団          | 惑星をさがせ！                                | More Haste Less Speed       | 1969年12月14日 | 1971年1月31日  | ケン・ターナー         | トニー・バーウィック              |